# Червоная Долина (Николаевская область)
Червоная Долина (укр. Червона Долина) — село в Снигирёвском районе Николаевской области Украины.
Основано в 1921 году. Население по переписи 2001 года составляло 824 человек. Почтовый индекс — 329405. Телефонный код — 51-62. Занимает площадь 0,091 км².

## Местный совет
57320, Николаевская обл., Снигирёвський р-н, с. Червоная Долина, ул. Мира, 26